# Acherontiella variabilis
Acherontiella variabilis är en urinsektsart som beskrevs av Delamare Deboutteville 1948. Acherontiella variabilis ingår i släktet Acherontiella och familjen Hypogastruridae. Inga underarter finns listade i Catalogue of Life.